# Quan Độ
Quan Độ là một quận nội thành của Côn Minh, tỉnh Vân Nam, Cộng hòa Nhân dân Trung Hoa. Diện tích quận này là 552 km², dân số năm 2003 là 750.000 người. Chính quyền quận đóng ở số 320 phố Quan Hưng.
Các đơn vị hành chính trực thuộc quận này có: 6 nhai đạo (Quan Thượng (关上街道), Kim Mã (金马街道), Đông Trạm (东站街道) và Thái Hòa (太和街道); trấn: Đại Bản Kiều (大板桥镇), Tiểu Bản Kiều (小板桥镇) và Quan Độ (官渡镇); các hương: Hĩ Lục (矣六乡), Lục Giáp (六甲乡) và A Lạp Di tộc (阿拉彝族乡).